# Taftinskij Nawołok
Taftinskij Nawołok (ros. Тафтинский Наволок) – wieś w Rosji, w rejonie kiczmiengsko-gorodieckim obwodu wołogodzkiego. W 2010 r. liczyła 43 mieszkańców.